# Grant Cleland
Grant Cleland (1973) es un deportista australiano que compitió en natación, en la modalidad de aguas abiertas. Ganó una medalla de oro en el Campeonato Mundial de Natación en Aguas Abiertas de 2004, en la prueba de 5 km.

## Palmarés internacional
| Campeonato Mundial | Campeonato Mundial | Campeonato Mundial | Campeonato Mundial |
| Año                | Lugar              | Medalla            | Prueba             |
| ------------------ | ------------------ | ------------------ | ------------------ |
| 2004               | Dubái (EAU)        | Medalla de oro     | 5 km               |